# Dolné Lovčice
Pour les articles homonymes, voir Lovčice.
Dolné Lovčice (en hongrois : Alsólócz) est une commune du district et de la région de Trnava, en Slovaquie.

## Histoire
La première mention écrite du village date de 1292.

## Démographie

### Évolution de la population
| Année:               | 1994. | 2004.   | 2014.   | 2024.   |
| -------------------- | ----- | ------- | ------- | ------- |
| Nombre de personnes: | 703   | 704     | 736     | 809     |
| Différence:          |       | +0,14 % | +4,54 % | +9,91 % |

| Année:               | 2023. | 2024.   |
| -------------------- | ----- | ------- |
| Nombre de personnes: | 801   | 809     |
| Différence:          |       | +0,99 % |